# 芬德萊山脈
71°39′S 167°22′E / 71.650°S 167.367°E
芬德萊山脈是南極洲的山脈，位於維多利亞地的彭內爾海岸，屬於阿德默勒爾蒂山脈的一部分，處於利特爾頓山脈以西，從格里格峰伸延至索倫森峰。